# Clef-Vallée-d'Eure
Clef-Vallée-d'Eure é uma comuna francesa na região administrativa da Normandia, no departamento de Eure. Estende-se por uma área de 25.59 km². Em 2010 a comuna tinha 2 582 habitantes (densidade: 100,9 hab./km²).
Foi criada em 1 de janeiro de 2016, após a fusão das antigas comunas de La Croix-Saint-Leufroy, Écardenville-sur-Eure e Fontaine-Heudebourg.